# Diocèse de Hasselt
Le diocèse de Hasselt est une  circonscription ecclésiastique de l'Église catholique en Belgique.  Constitué en 1967 par séparation du diocèse de Liège il est suffragant de l'Archidiocèse de Malines-Bruxelles. Couvrant administrativement la province de Limbourg (Belgique) on y comptait en 2023 un peu plus de 640 000 baptisés pour 889 199 habitants. Depuis 2004, l'évêque est Patrick Hoogmartens. 

## Évêques de Hasselt
1. Joseph Marie Heuschen (de) °1915 (1967-1989) †2002[1]
2. Paul Schruers °1929 (1989-2004) †2008[2]
3. Patrick Hoogmartens °1952 (2004-...)[3]